# Antoine-Frédéric Brunet
Pour les articles homonymes, voir Brunet.
 (mai 2025).
Antoine Frédéric Brunet est un homme politique français né le 21 octobre 1868 à Montluçon (France) et décédé le 23 avril 1932 à Paris.

## Biographie
Fils d'ouvrier, il est d'abord menuisier, puis devient constructeur industriel, spécialisé dans le béton-armé. En 1885 il adhère à la Fédération des travailleurs socialistes de France (FTSF) de Paul Brousse. Syndicaliste réformiste, il est un temps secrétaire de la Bourse du travail de Paris.
Adhérent au Parti socialiste français (PSF), il se rallie à l'unité socialiste réalisée en 1905. Il est élu député de Paris (17e arrondissement) lors des élections de 1914, mais il quitte la SFIO en 1919, pour fonder un nouveau PSF. Il n'est pas réélu lors des élections de cette année.
En 1907, succédant à Paul Brousse, il est élu conseiller municipal de Paris, dans le quartier des Épinettes (17e arrondissement). Il le reste jusqu'en 1925. Il est président du conseil général de la Seine en 1923. De nouveau député de Paris à partir des élections de 1924, il est brièvement membre du gouvernement Steeg en 1930, s'occupant de l'enseignement technique. Il meurt avant les élections de 1932.
Alors membre du conseil municipal de Paris, il aide Alice Jouenne à fonder une École municipale de plein air en 1921.
Il est inhumé au cimetière du Père-Lachaise (89e division).

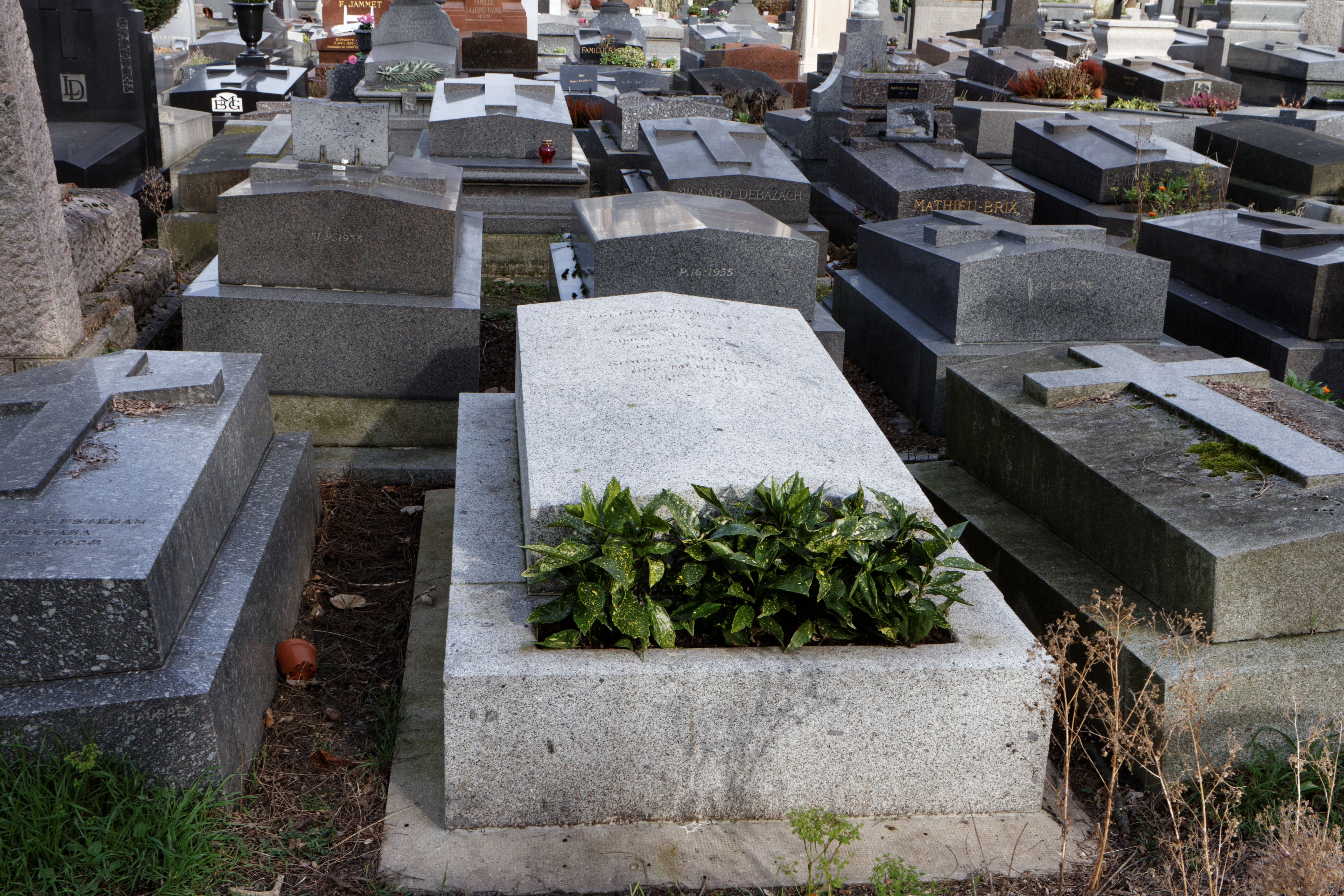
Tombe Brunet au Père-Lachaise.

## Mandats politiques
- Conseiller municipal de Paris de 1907 à 1925
- Député républicain-socialiste du département de la Seine (75) de 1914 à 1919 et de 1924 à 1932.
- Sous-secrétaire d'État à l'Enseignement Technique du 13 décembre 1930 au 27 janvier 1931 dans le gouvernement Théodore Steeg.

## Hommage
Ouverte sur l'emplacement du bastion no 40 de l'enceinte de Thiers, la rue Frédéric-Brunet lui rend hommage depuis 1932 dans le quartier des Epinettes dont il fut l'élu.